# Bellview (Florida)
Bellview ist ein census-designated place (CDP) im Escambia County im US-Bundesstaat Florida mit 25.541 Einwohnern (Stand: Volkszählung 2020).

## Geographie
Bellview liegt rund 5 km westlich von Pensacola sowie am Ostufer des Perdido River, kurz vor dessen Mündung in den Golf von Mexiko. Der CDP wird vom U.S. Highway 90 (SR 10A) sowie den Florida State Roads 173 und 296 durchquert.
Bellview ist Teil der Metropolregion Pensacola.

## Demographische Daten
Laut der Volkszählung 2010 verteilten sich die damaligen 23.355 Einwohner auf 10.022 Haushalte. Die Bevölkerungsdichte lag bei 763,2 Einw./km². 71,0 % der Bevölkerung bezeichneten sich als Weiße, 18,3 % als Afroamerikaner, 0,8 % als Indianer und 4,4 % als Asian Americans. 1,2 % gaben die Angehörigkeit zu einer anderen Ethnie und 4,2 % zu mehreren Ethnien an. 4,4 % der Bevölkerung bestand aus Hispanics oder Latinos.
Im Jahr 2010 lebten in 33,3 % aller Haushalte Kinder unter 18 Jahren sowie 25,0 % aller Haushalte Personen mit mindestens 65 Jahren. 69,3 % der Haushalte waren Familienhaushalte (bestehend aus verheirateten Paaren mit oder ohne Nachkommen bzw. einem Elternteil mit Nachkomme). Die durchschnittliche Größe eines Haushalts lag bei 2,54 Personen und die durchschnittliche Familiengröße bei 3,01 Personen.
26,5 % der Bevölkerung waren jünger als 20 Jahre, 26,5 % waren 20 bis 39 Jahre alt, 27,9 % waren 40 bis 59 Jahre alt und 19,1 % waren mindestens 60 Jahre alt. Das mittlere Alter betrug 38 Jahre. 47,4 % der Bevölkerung waren männlich und 52,6 % weiblich.
Das durchschnittliche Jahreseinkommen lag bei 48.898 $, dabei lebten 12,8 % der Bevölkerung unter der Armutsgrenze.
Im Jahr 2000 war Englisch die Muttersprache von 94,60 % der Bevölkerung, spanisch sprachen 2,15 % und 3,25 % hatten eine andere Muttersprache.

## Schulen
- Belleview Elementary School
- Belleview-santos Elementary School
- Belleview Middle School
- Belleview High School
- Souls Harbor Christion Academy